# Patrice Robitaille
Pour les articles homonymes, voir Robitaille.
Patrice Robitaille est un acteur, réalisateur et scénariste québécois né le 21 août 1974 à Québec.

## Biographie
Né le 21 août 1974 à Québec, Patrice Robitaille est diplômé du Conservatoire d’art dramatique de Montréal en 1998. Dès sa sortie de l’école, il multiplie les apparitions sur les scènes théâtrales québécoises, notamment dans des productions du Théâtre du Nouveau Monde telles que Huis clos, Le retour, La tempête et Cyrano de Bergerac. Il joue également dans Cheech ou les hommes de Chrysler sont en ville (Théâtre La Licorne), La nature même du continent (Théâtre d'Aujourd’hui), Le prénom (Juste pour rire), La Vénus au vison et Consentement au Théâtre Jean Duceppe.
Entre 1998 et 2000, il fait partie de la Ligue nationale d’improvisation (LNI) et représente le Québec au Mondial d’impro du Festival Juste pour rire. 
Il débute à la télévision en 1999 dans la série jeunesse Watatatow. Il apparaît ensuite dans plusieurs séries populaires telles que 4 et demi, Fortier, La vie, Grande Ourse, Rumeurs, Temps dur, François en série, Miss météo, Les Boys, 30 vies, Les pêcheurs, Patrice Lemieux 24/7, Toute la vérité, L'imposteur et Les beaux malaises, où il incarne le personnage de Patrick, le meilleur ami de Martin Matte,.
Il obtient une grande notoriété en incarnant Steve dans Les Invincibles (2005–2009), un des membres du célèbre quatuor formé avec les personnages de Pierre-François Legendre, François Létourneau et Rémi-Pierre Paquin,. En 2017, il tient le rôle principal dans Victor Lessard, une série policière diffusée sur Club illico, qui devient l’un des plus grands succès de la plateforme,. En 2020, il est l’un des protagonistes de la série C'est comme ça que je t'aime, écrite par François Létourneau et réalisée par Jean-François Rivard. Il passe à la réalisation pour la première fois avec la troisième et dernière saison de cette série, diffusée en 2024.
Au cinéma, il connaît une percée marquante avec le film Québec-Montréal (2002), qu'il coscénarise avec Jean-Philippe Pearson et Ricardo Trogi. Le long métrage reçoit plusieurs distinctions, dont le Jutra du meilleur scénario, et des prix au Festival international du film francophone de Namur,.
Il participe ensuite à de nombreuses productions cinématographiques, dont La femme qui boit, L'ange de goudron, Horloge biologique (également coscénarisé), Le survenant, Saint-Martyrs-des-Damnés, Délivrez-moi, Maurice Richard (dans le rôle d’Émile « Butch » Bouchard), Cheech, Un été sans point ni coup sûr, Cadavres, Les doigts croches, Le poil de la bête, Y’en aura pas de facile, Frisson des collines, La petite reine, Bunker, Paul à Québec, Le mirage, Les 3 p'tits cochons 2, De père en flic 2, Junior majeur, Quand l'amour se creuse un trou, Au revoir le bonheur et Une révision,.

### Vie Privée
Patrice Robitaille est père de trois enfants. Il a souvent partagé l’écran avec l’actrice Julie Le Breton, une collaboration à l’origine de rumeurs infondées sur une relation amoureuse entre les deux artistes.

## Filmographie

### Cinéma

#### Longs métrages
- 2001 : La Femme qui boit de Bernard Émond : le joueur de cartes
- 2001 : L'Ange de goudron de Denis Chouinard : le policier
- 2002 : Québec-Montréal de Ricardo Trogi : Rob
- 2005 : Le Survenant d'Érik Canuel : Odilon Provençal
- 2005 : Saints-Martyrs-des-Damnés de Robin Aubert : Armand Despas
- 2005 : Horloge biologique de Ricardo Trogi : Fred
- 2005 : Maurice Richard de Charles Binamé : Émile "Butch" Bouchard
- 2006 : Délivrez-moi de Denis Chouinard : Ghislain
- 2006 : Cheech de Patrice Sauvé : Ron
- 2008 : Un été sans point ni coup sûr de Francis Leclerc : Charles
- 2009 : Cadavres d'Érik Canuel : Jos-Louis
- 2009 : Les Doigts croches de Ken Scott : Donald
- 2010 : Y'en aura pas de facile de Marc-André Lavoie : Édouard
- 2010 : Tricheurs : Serge
- 2010 : Le Poil de la bête de Philippe Gagnon : Dutrisac
- 2011 : Frisson des collines de Richard Roy : Aurèle
- 2014 : Bunker de Patrick Boivin : Gagnon
- 2014 : La Petite Reine d'Alexis Durand-Brault : J.-P.
- 2015 : Paul à Québec de François Bouvier : Benoit
- 2015 : Le Mirage de Ricardo Trogi : Michel
- 2016 : Les 3 P'tits Cochons 2 de Jean-François Pouliot : Mathieu
- 2017 : De père en flic 2 d'Émile Gaudreault : Martin Germain
- 2017 : Junior majeur d'Éric Tessier : Lapointe, l'entraineur des Huskies[4]
- 2018 : Quand l'amour se creuse un trou d'Ara Ball : David
- 2021 : Une révision de Catherine Therrien : Étienne
- 2021 : Au revoir le bonheur de Ken Scott : William Lambert
- 2023 : Le Temps d'un été de Louise Archambault : Marc Côté, le curé
- 2023 : Ru de Charles-Olivier Michaud (en) : Normand Girard[5]

### Télévision

#### Séries télévisées
- 2000 : Watatatow : Mike
- 2001 : 4 et demi… : Michel Saucier
- 2001 : Fortier : Sergent Denis
- 2002 : La Vie, la vie : Manuel
- 2003 : Le Plateau : Le livreur du dépanneur
- 2003 - 2005 : Rumeurs : Louis Rondeau
- 2004 - 2005 : Grande Ourse : Un employé de la boutique de télévision
- 2004 : Temps dur : Denis Tremblay
- 2005 - 2009 : Les Invincibles : Steve Chouinard
- 2006 - 2007 : François en série : Sylvain
- 2007 - 2012 : Les Boys : Serge Garnotte
- 2008 - 2009 : Miss Météo : François Larivière
- 2009 : Tout sur moi : lui-même
- 2010 : Prozac : La maladie du bonheur : Philippe Roy
- 2010 - 2014 : Toute la vérité : Samuel Sabatier
- 2012 - 2015 : 30 vies : André Hamelin
- 2013 : Il était une fois dans le trouble : Sven
- 2013 : Les Pêcheurs : lui-même
- 2014 - 2016 : Les Beaux Malaises : Patrick
- 2015 : Pour Sarah : Donald Dutil
- 2015 - 2016 : Patrice Lemieux 24/7 : Rich Goyette
- 2016 - 2017: L'Imposteur : Zac
- 2017 : Victor Lessard : Victor Lessard
- 2020 - 2022 : C'est comme ça que je t'aime : Serge Paquette
- 2022 : De Pierre en fille : Pierre
- 2023 : Plan B : Jocelyn

#### Téléfilm
- 2005 : Miss Météo de François Bouvier : François Larivière

### Comme scénariste
- 2002 : Québec-Montréal
- 2005 : Horloge biologique

## Théâtre
- 1998 - 1999 : Les Fourberies de Scapin de Molière, mise en scène de Joseph St-Gelais : Léandre (Théâtre Denise-Pelletier)
- 1999 : Chacun sa vérité de Pirandello, mise en scène de Benoît Dagenais : M. Ponza (Conservatoire d'art dramatique de Montréal)
- 1999 : Marie la putain de Hélène Robitaille : le chef des clowns (Théâtre Prospero)
- 1999 : Autodafé de André Brassard : le père (Théâtre La Chapelle)
- 2000 : Ce soir, on improvise de Pirandello, mise en scène de Claude Poissant : Luigi
- 2000 - 2002 : Les Zurbains de Benoît Vermeulen : Marc Thibault (tournée au Québec en 2002 et en France en 2001-2002)
- 2001 : Le Long de la Principale de Caroline Lavoie : Ti-jean Lament et Lafleur
- 2001 : Stampede de Claude Poissant : Pat (Espace Go)
- 2001 : André le magnifique de Louis Champagne : Norbert
- 2002 : Quatre chiens sur le même os de Frédéric Blanchette : Bradley (Théâtre La Licorne)
- 2002 : Ladouceur et fils de Normand Chouinard : Alain Ladouceur (Théâtre des Grands Chênes)
- 2003 - 2004 : Cheech ou les hommes de Chrysler sont en ville de Frédéric Blanchette : Ron
- 2003 : La Nature même du continent de Antoine Laprise : Farley (Centre du Théâtre d'Aujourd'hui)
- 2005 : La Tempête de William Shakespeare, mise en scène de Denise Guilbault : personnage virtuel (Théâtre du Nouveau Monde)
- 2008 : Le Retour de Harold Pinter, mise en scène de Yves Desgagnés : Lenny (Théâtre du Nouveau Monde)
- 2010 : Huis clos de Jean-Paul Sartre, mise en scène de Lorraine Pintal : Garcin (Théâtre du Nouveau Monde)
- 2011 : La Fin de la sexualité de Frédéric Blanchette : Sandy Berger
- 2012 - 2015 : Le Prénom de Serge Denoncourt : Vincent Lavallée
- 2013 : La Vénus au vison de Michel Poirier : Thomas (Théâtre Jean Duceppe)
- 2014 : Cyrano de Bergerac d'Edmond Rostand, mise en scène de Serge Denoncourt : Cyrano de Bergerac (Théâtre du Nouveau Monde)
- 2015 : Unité modèle de Guillaume Corbeil : le représentant (Centre du Théâtre d'Aujourd'hui)

## Distinctions

### Récompenses
- 2003 : Prix Jutra : Meilleur scénario pour le film Québec-Montréal, avec Jean-Philippe Pearson et Ricardo Trogi.
- 2007 : Prix Aurore : Pire perruque pour le film Cheech

### Nominations
- 2003 : Prix Jutra : Meilleur acteur pour le film Québec-Montréal
- 2003 : Prix Génie : Meilleur scénario original pour le film Québec-Montréal, avec Jean-Philippe Pearson et Ricardo Trogi.